# Rezikuimod
Rezikuimod (R-848) je lek koji deluje kao modifikator imunskog odgovora, i ima antivirusno i antitumorsko dejstvo. On se koristi kao topička krema u lečenju povreda kože kao što su one uzrokovane Herpes simpleks virusom. On se koristi kao pomoćno sredstvo za povećanje efikasnosti vakcina. Rezikuimod ima nekoliko mehanizama dejstva. On je agonist TLR 7 i 8 receptora, i ushodni regulator receptora opioidnog faktora rasta.

## Spoljašnje veze
|  | Molimo Vas, obratite pažnju na važno upozorenje u vezi sa temama iz oblasti medicine (zdravlja). |